# 朱南雍
朱南雍（1530年—？），字子肅，号月峥，又号越峥，自署越峥山人，浙江紹興府山陰縣人，軍籍，明朝政治人物。

## 生平
嘉靖三十七年（1558年）戊午科浙江鄉試第十七名舉人，隆慶二年（1568年）中式戊辰科進士。授泰興縣知縣，五年九月遷刑科給事中，六年十月升禮科右給事中，萬曆元年（1573年）二月升工科左給事中，十一月升禮科都給事中。四年三月升順天府府丞，六年九月升右通政提督謄黃，八年閏四月任太僕寺卿，九年正月以考察調用南京，五月回籍養病。風紀侃直。能詩，工書法，師法沈周、倪瓚。《宋元以來畫人姓氏錄》、《越中歷代畫人傳》有傳。

## 家族
曾祖朱鑾；祖父朱尚文；父朱東陽，母劉氏。具慶下。弟朱南英（貢士、萬曆進士）、朱南金、朱南鵬、朱南箕。